# Ana Mena Rojas
Ana Mena Rojas   (Estepona, 25 de febrer de 1997) és una cantant i actriu andalusa. Va començar la seva carrera el 2009 en la pel·lícula per a televisió Marisol. El 2010, va participar en l'espectacle de realitat musical de Disney My Camp Rock 2, on va acabar se puso a bailar flamenco en 2016, quan va llançar el seu primer single "No Soy Como Tú Crees". Ha col·laborat amb molts artistes coneguts des de llavors, incloent Becky G, CNCO i Lali. El 2018, va llançar el seu àlbum debut, Index. El 2021 va cantar en català per al disc de La Marató l'èxit de Buhos "Volcans".
Va actuar al Benidorm Fest 2023 com a artista convidada.

## Filmografia
| Any        | Títol                  | Paper              | Notes                                     |
| ---------- | ---------------------- | ------------------ | ----------------------------------------- |
| 2009       | Marisol, la pel·lícula | Pepi               | Pel·lícula de TV                          |
| 2010       | Supercharly            | Verónica Navarro   | 5 episodis                                |
| 2010       | My Camp Rock           | Ella mateixa       | Guanyador                                 |
| 2013, 2017 | Tu cara me suena       | Abraham Mateo      | Artista convidat (temporada 3, episodi 9) |
| 2013, 2017 | Tu cara me suena       | Ariana Gran        | Artista convidat (temporada 6, episodi 8) |
| 2013–2014  | Vive cantando          | Paula Ruiz Almagro | Funció recurrent                          |
| 2021       | Bienvenidos a Edén     | TBD                | Netflix (8 episodis)                      |

| Any  | Títol                           | Paper                | Notes |
| ---- | ------------------------------- | -------------------- | ----- |
| 2011 | La piel que habito              | Norma Ledgard (nena) |       |
| 2018 | Viatge a l'habitació d'una mare | Bea                  |       |